# Polanica (gmina)
Polanica – dawna gmina wiejska w powiecie dolińskim województwa stanisławowskiego II Rzeczypospolitej. Siedzibą gminy była Polanica.
Gminę utworzono 1 sierpnia 1934 r. w ramach reformy na podstawie ustawy scaleniowej z dotychczasowych gmin wiejskich: Brzaza, Bubniszcze, Cisów, Polanica i Sukiel.
Po II wojnie światowej obszar gminy został odłączony od Polski i włączony do Ukraińskiej SRR.